# Sainte-Eulalie-en-Born
Sainte-Eulalie-en-Born település Franciaországban, Landes megyében. Lakosainak száma 1457 fő (2022. január 1.). Sainte-Eulalie-en-Born Aureilhan, Gastes, Mimizan, Saint-Paul-en-Born, Pontenx-les-Forges és Parentis-en-Born községekkel határos.

## Népesség
A település népessége az elmúlt években az alábbi módon változott:
| Lakosok száma | 490  | 614  | 773  | 988  | 1294 | 1267 | 1265 | 1281 | 1340 | 1457 |
|               | 1968 | 1982 | 1990 | 2006 | 2013 | 2015 | 2017 | 2019 | 2020 | 2022 |